# جنیفر استوته
جنیفر استوته (انگلیسی: Jennifer Stoute؛ زادهٔ ۱۶ آوریل ۱۹۶۵) ورزشکار دو و میدانی اهل بریتانیا است.
وی در مسابقات کشوری و بین‌المللی در مجموع برندهٔ ۱ مدال طلا، ۱ مدال نقره، ۲ مدال برنز شده‌است.